# Muzeum New Walk

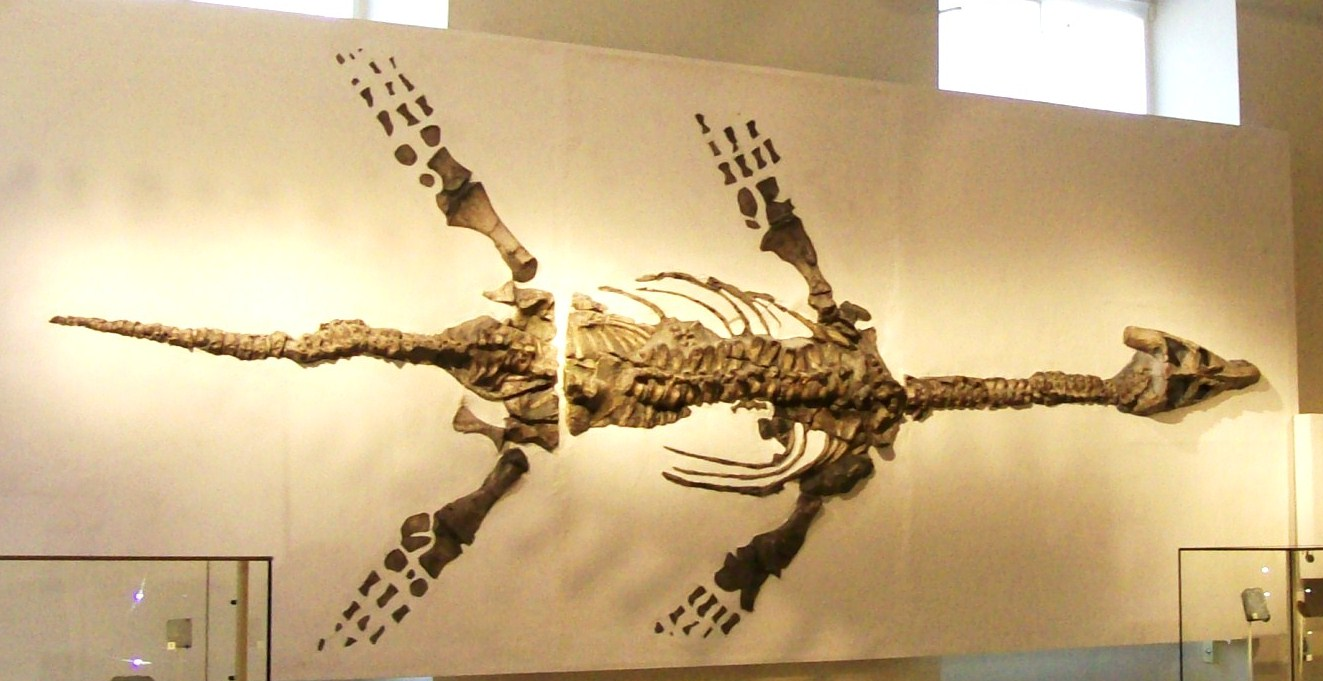
Szkielet Plezjozaura

Muzeum New Walk (ang. New Walk Museum and Art Gallery) - muzeum przy ulicy New Walk w mieście Leicester w Wielkiej Brytanii. Budynek został zaprojektowany przez Josepha Hansoma.
W muzeum znajdują się oryginalne dwa szkielety dinozaurów: Cetiozaura oraz Plezjozaura.
Innymi stałymi eksponatami są m.in.: mumie egipskie, ceramika egipska, egipskie znaleziska archeologiczne.
W muzeum znajduje się stała wystawa minerałów wydobytych w hrabstwie Leicestershire.
Dodatkową atrakcją jest galeria wypchanych zwierząt: ssaków, ptaków, gadów, płazów, owadów.
W muzeum znajdują się również wystawy malarstwa, rzeźby.